# Berggericht Tarnowitz
Das Berggericht Tarnowitz war von 1816 bis 1849 ein preußisches Berggericht mit Sitz in Tarnowitz.

## Geschichte
Mit dem Edikt wegen der den königlichen Bergämtern wiederum beizulegenden Gerichtsbarkeit vom 21. Februar 1816 wurden in Preußen Berggerichte gebildet. An jedem Bergamt sollte ein Berggericht gebildet werden. So entstand das Berggericht Tarnowitz am Bergamt Tarnowitz. Es war für den gesamten Sprengel des Oberlandesgerichtes Brieg, ab 1817 Oberlandesgericht Ratibor zuständig. Dieses nahm sowohl die Gerichtsaufsicht wahr und war daneben zweite Instanz bei Urteilen des Berggerichts. Der Bergrichter war danach gleichzeitig Mitglied des Bergamtes. 
Das Berggericht war 1837 für 170 Gruben und eine Alaunhütte zuständig. Aufgrund besonderer Verträge war es auch für die Mitarbeiter der Friedrichshütte sowie der gräflich henkelschen Gütern zuständig. Damit gab es 1837 zusammen 1948 Gerichtseingesessene.
Mit Verordnung vom 2. Januar 1849 wurde das Berggericht aufgehoben und seine Aufgaben den ordentlichen Gerichten, also in erster Instanz den Kreisgerichten, übertragen.